# Casa da Mãe Joana (canção)
"Casa da Mãe Joana" é uma canção da cantora e compositora brasileira Marília Mendonça com participação da dupla sertaneja Henrique & Juliano, lançada como o terceiro single do álbum Todos os Cantos (2019) em 14 de setembro de 2018 pela gravadora Som Livre.

## Composição
Assim como todas as canções de Todos os Cantos (2019), "Casa da Mãe Joana" não é uma música autoral, e foi escrita pelos compositores Elcio di Carvalho, Thales Lessa e Victor Hugo. A canção aborda a perspectiva de uma mulher incomodada com a traição de seu parceiro, que lhe disse ter sido um ato de "fraqueza". A personagem, então, exige que o homem respeite-a.

## Gravação
A canção foi gravada em 3 de setembro de 2018 na Praça dos Girassóis, na cidade de Palmas, no Tocantins, estado natal da dupla Henrique & Juliano. Na ocasião, Marília e a dupla também gravaram a música "Sabiá", que fez parte do álbum, mas não chegou a ser lançada como single.

## Lançamento e recepção
"Casa da Mãe Joana" foi lançada como single em 14 de setembro de 2018 simultaneamente com sua versão em videoclipe, e foi um sucesso comercial imediato, apesar de ter sido liberada apenas sete dias após "Bem Pior Que Eu". Em poucas horas, o vídeo da canção alcançou mais de 500 mil visualizações e 80 milhões em dois meses. Em 2020, o single recebeu a certificação de disco de diamante da Pro-Música Brasil.

## Vendas e certificações
| País   | Associação de gravadoras | Certificação | Vendas    |
| ------ | ------------------------ | ------------ | --------- |
| Brasil | Pro-Música Brasil        | - Diamante   | - 300.000 |